# Lappan

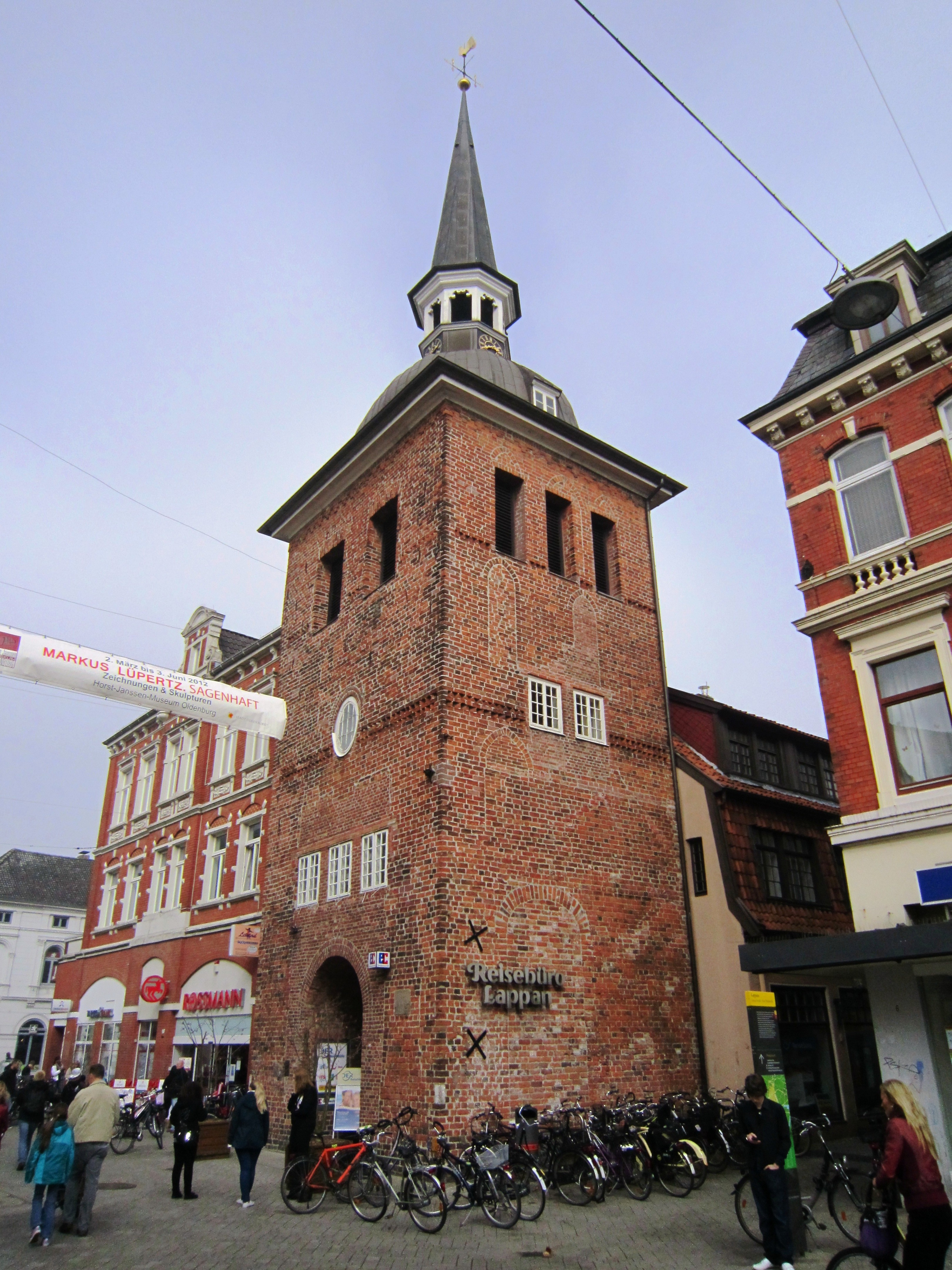
Lappan

Der Lappan ist das Wahrzeichen der Stadt Oldenburg, am Anfang der Langen Straße gelegen. Der ehemalige Glockenturm stammt aus den Jahren 1467/68. Er wurde an die seit 1394 bestehende steinerne Heilig-Geist-Kirche angebaut („angelappt“), den Nachfolgebau der hölzernen Heilig-Geist-Kapelle von 1356. Dazu gehörte auch das um 1350 gegründete Heilig-Geist-Armen- und Siechenhaus. Im Zuge der Reformation wurden Glockenturm und Kapelle säkularisiert. Der Lappan diente nun als bewohnbarer Wachtturm, das Kapellengebäude wurde zur Soldatenunterkunft. Der Lappanbewohner war verpflichtet, die Turmuhr in Gang zu halten sowie die Glocke dreimal täglich und zu den Gottesdienstzeiten der Stadtkirchen zu läuten.
1581 wurde vor den Stadttoren bei St. Gertrud ein neues Siechenhaus gestiftet, so dass auch das Heilig-Geist-Spital aufgegeben wurde.
Der Lappan ist eines der wenigen Gebäude, die den Stadtbrand von 1676 – allerdings schwer beschädigt – überstanden. Die bis dahin gotische Turmhaube wurde beim Wiederaufbau 1709 durch eine „welsche“ Haube ersetzt. Der geplante Abbruch des Turmes 1891 konnte durch bürgerschaftliches Engagement verhindert werden.
Bis 1845 stand nördlich des Lappan, vor dem Übergang über die Haaren, das Heiligengeisttor, eines der fünf Stadttore Oldenburgs.
Seit dem 28. August 2018 beherbergt der Turm die Oldenburg-Info (Touristinformation). Neben dem Zentralen Omnibusbahnhof (ZOB) ist der Lappan Haltepunkt sämtlicher Stadtbuslinien der Oldenburger Verkehr und Wasser GmbH.

## Veranstaltungsort
Bereits um 1900 wurde der Lappan für Veranstaltungen mit überregionaler Ausstrahlung genutzt. So wurde hier im Februar und März 1911 von Hofkunsthändler Karl G. Oncken und Stadtbaurat Adolf Rauchheld Oldenburgs erste Architekturausstellung zum Thema „Landhaus“ ausgerichtet, in der rund 40 Künstler Entwürfe und Modelle ausstellten, darunter reichsweit oder international bekannte Architekten (z. B. das Berliner Atelier Peter Behrens, Fritz Schumacher aus Hamburg, Wilhelm Kreis aus Düsseldorf, Emil Högg aus Bremen, Gustav Schmoll genannt Eisenwerth aus München, Hendrik Petrus Berlage aus Amsterdam oder Samuel de Clerq aus Den Haag).

## Sonstiges
- Aus Oldenburg stammt der Comic-Verlag Lappan, der unter anderem die Cartoons von Uli Stein veröffentlicht.

## Belege
1. ↑  Dietrich Kohl: Zur Geschichte des Lappan in Oldenburg i.O. Nach städtischen Akten. Sonderabdruck aus den Nachrichten für Stadt und Land. Oldenburg 1929, S. 3 (Digitalisat der Landesbibliothek [abgerufen am 25. Oktober 2022]).
2. ↑  Heinrich Schmidt, Udo Elert: Geschichte der Stadt Oldenburg. Band 1: Von den Anfängen bis 1830. Isensee Verlag, Oldenburg 1997, ISBN 978-3-89598-400-6, S. 61.
3. ↑  Wilhelm Gilly: Mittelalterliche Kirchen und Kapellen im Oldenburger Land. Baugeschichte und Bestandsaufnahme. Isensee Verlag, Oldenburg 1992, ISBN 978-3-89442-126-7, S. 104 f.
4. ↑  Klaus Dede: Oldenburg & Ammerland. Ein Heimatbuch. Verlag Atelier im Bauernhaus, Fischerhude 1977, ISBN 978-3-88132-105-1, S. 130 & 132.
5. ↑  Vollimhauss-Stadtplan (1826).
6. ↑  Richard May: 1. Oldenburger Architektenausstellung im Lappan. In: Nordwestdeutsche Morgen-Zeitung. Nr. 52, 21. Februar 1911, S. 2.
7. ↑  Architektonische Rundschau, Umschau: Ausstellungen. Februar 1911, S. IV-V  [Google Books]

Koordinaten: 53° 8′ 34,7″ N, 8° 12′ 48,2″ O